# Shangó
Shango — музичний альбом гурту Santana. Виданий у серпні 1982 року лейблом CBS. Загальна тривалість композицій становить 44:29. Альбом відносять до напрямку рок.

## Список пісень
1. «The Nile»
2. «Hold On»
3. «Night Hunting Time»
4. «Nowhere to Run»
5. «Nueva York»
6. "Oxun "
7. «Body Surfing»
8. "What Does It Take "
9. «Let Me Inside»
10. «Warrior»
11. «Shangó»